# Taplejung (distrikt)

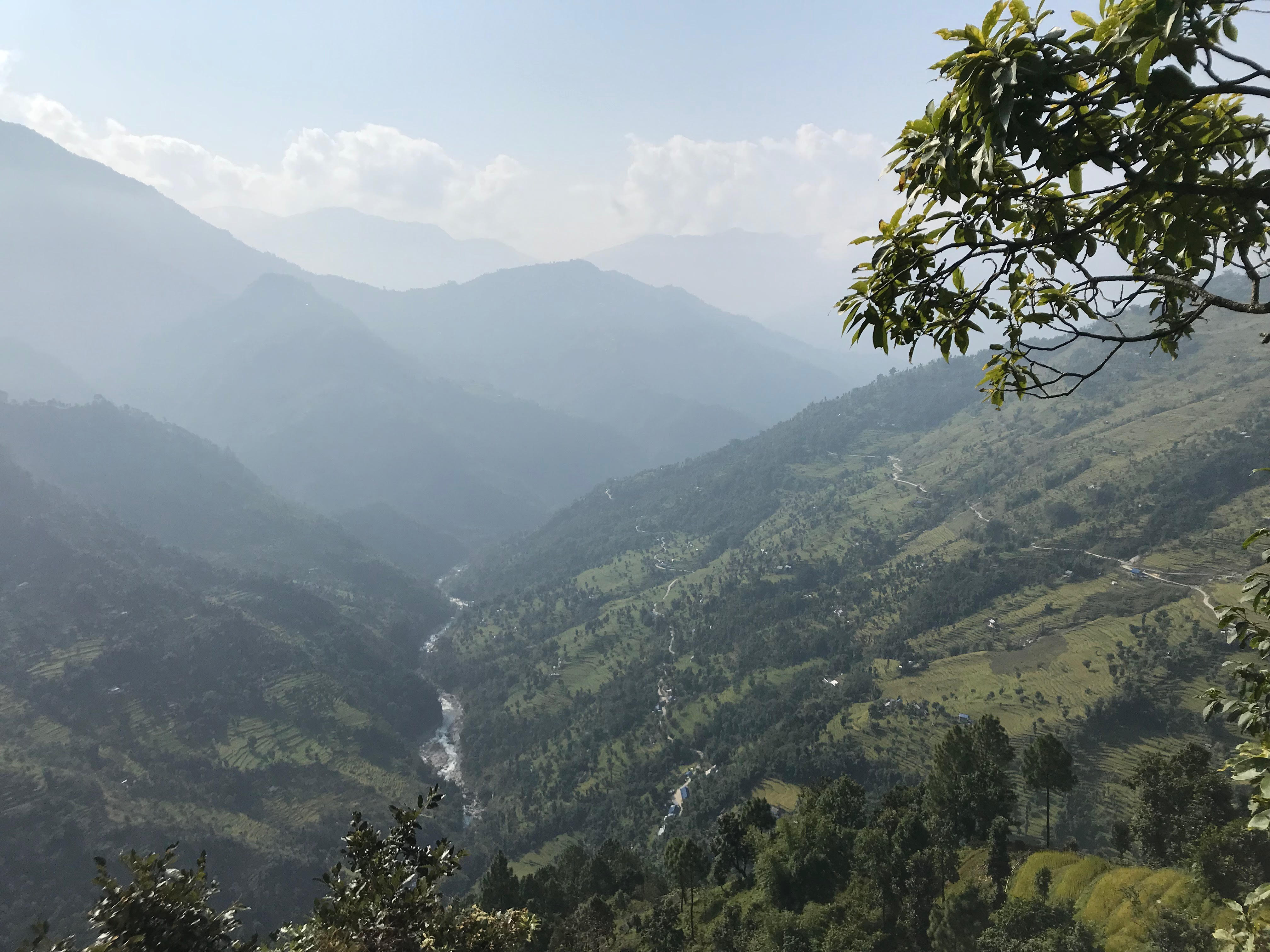
En dal i Ambegudin, en av Taplejungs byutvecklingskomittéer.

Taplejung (nepali: ताप्लेजुङ जिल्ला lyssna (fil) är det nordostligaste distriktet av alla 75 distrikt i Nepal och beläget i Mechizonen i Provins 1. Distriktet är 3646 km² stort och befolkningen var 127.461 år 2011. Huvudorten är Phungling (ibland även stavat Fungling). Även världens tredje högsta berg, Kanchenjunga, ligger i Taplejung.
Namnet "Taplejung" kommer från orden taple och jung på Limbu. Taple var namnet på en historisk kung som härskade över distriktet medan "jung" betyder fort. Översättningen av Taplejung är därför bokstavligen "Kung Taples Fort".
Taplejungs BNP (nominell) per capita är $813  och BNP (PPP) per capita är $1300. HDI är 0.545, medellivslängden 66 år och läskunnigheten 71% .

## Geografi
Taplejung ligger i nördöstra Nepal och distriktets lägsta punkt är 670 meter, medan högsta är Kangchenjunga (8586 meter). Lägsta punkterna är belägna i södra delen av distriktet, där det bland annat finns subtropiska skogar och grässlätter. I distriktets norra del är de flesta höjderna ungefär 7000 meter höga, vilket betyder att det är tundra i stora delar av den nordligaste delen. Av dessa anledningar bor majoriteten av befolkningen i distriktets absolut sydligaste del, där de flesta byutvecklingskommittéer finns.
Tamurfloden rinner genom distriktet.
I distriktets huvudort Phungling är varmaste månaden juni, med en medeltemperatur på 20.2 °C medan kallaste månaden januari har en medeltemperatur på 8.3 °C. Augusti är regnigaste månaden då det i snitt kommer 453 mm nederbörd. I december, ortens torraste månad, kommer det endast 10.3 mm nederbörd i snitt.

## Demografi
Limbufolket dominerar i distriktet, då de utgör 41% av distriktets befolkning. Resten av de etniska grupperna i distriktet består bland annat av Chhetri (12%), Sherpa (9%), Rai, Kami, Gurung, med flera.
De två vanligaste modersmålen är Limbu (38% av befolkningen) och nepalesiska (37% av befolkningen). Andra modersmål inkluderar Sherpa, Tamang, Gurung, och Rai.

## Byutvecklingskomittéer

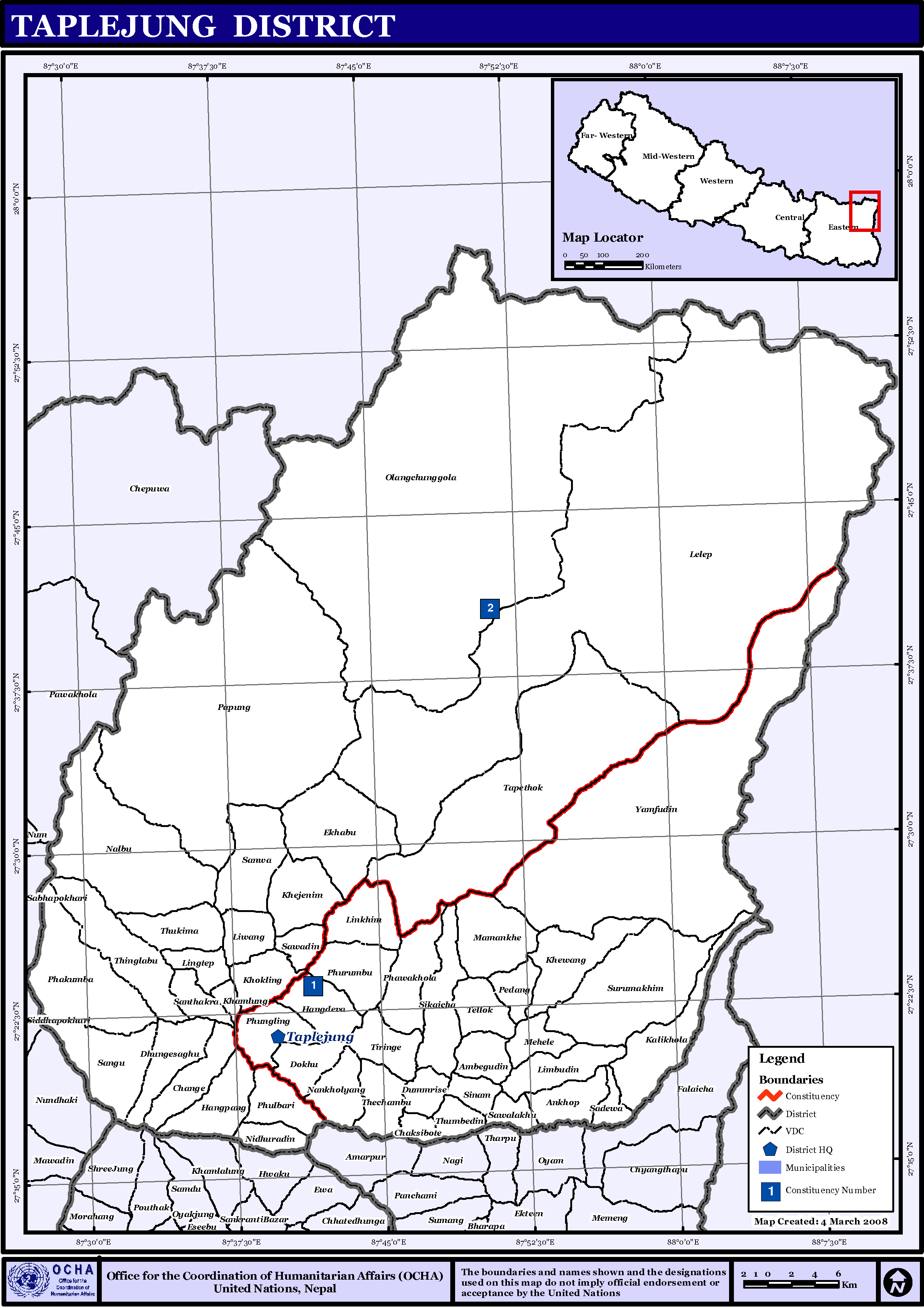
Karta över Taplejungs Byutvecklingskomittéer.

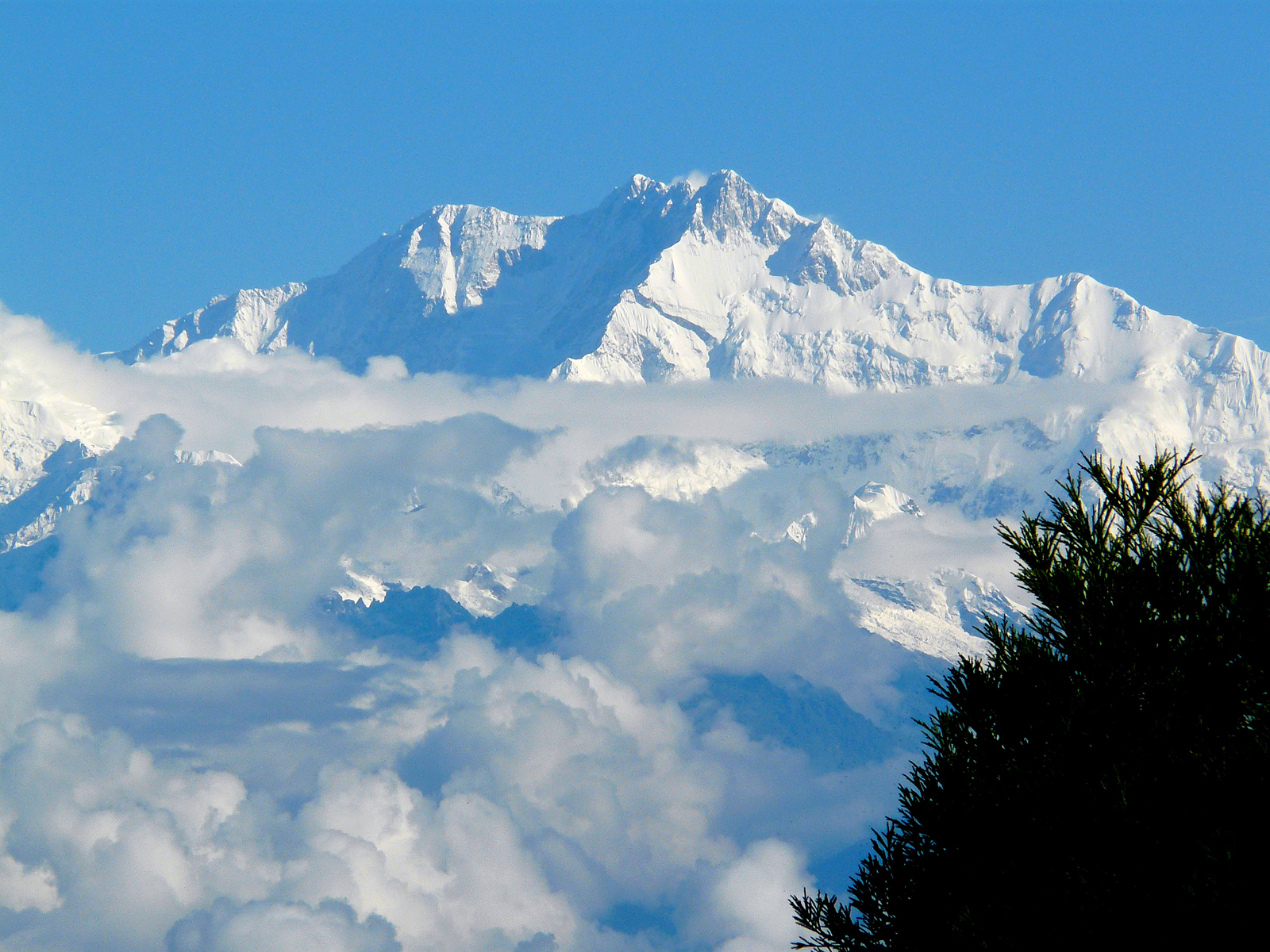
Kanchenjunga.

Taplejung består av följande byutvecklingskomittéer:

- Ambegudin
- Ankhop
- Chaksibote
- Change
- Dhungesaghu
- Dokhu
- Dummrise
- Hangdeva
- Hangpang
- Ikhabu
- Kalikhola
- Khamlung
- Khejenim
- Khewang
- Khokling
- Lelep
- Limbudin
- Lingtep
- Linkhim
- Liwang
- Mamangkhe
- Mehele
- Nalbu
- Nankholyang
- Nidhuradin
- Olangchung Gola
- Paidang
- Papung
- Pedang
- Phakumba
- Phawakhola
- Phulbari
- Phurumbu
- Sadewa
- Sanghu
- Santhakra
- Sawa
- Sawadin
- Sawalakhu
- Sikaicha
- Sinam
- Surumkhim
- Tapethok
- Taplejung (kommun)
- Tellok
- Thechambu
- Thinglabu
- Thukima
- Thumbedin
- Tiringe
- Yamphudin

## Transport
- Mechi Highway, en asfalterad bilväg, går från Jhapa-distriktet i sydöstra Nepal ända fram till Phungling och Suketar Flygplats. Från Jhapa är avståndet till Taplejung cirka 25 mil och tar ungefär 7-10 timmar att köra. Detta är så gott som Taplejungs enda vägförbindelse till resten av landet.
- Taplejung Flygplats, som endast tar emot STOL-flygplan, har reguljära flyg till Katmandu.